# Lissothus bernardi
Espèce
Lissothus bernardi est une espèce de scorpions de la famille des Buthidae.

## Distribution
Cette espèce est endémique de Libye. Elle se rencontre vers El Abiod.

## Description
La femelle holotype mesure 28,5 mm.

## Étymologie
Cette espèce est nommée en l'honneur de Francis Bernard.

## Publication originale
- Vachon, 1948 : « Études sur les Scorpions III (suite). Description des Scorpions du Nord de l’Afrique. » Archives de l’Institut Pasteur d’Algérie, vol. 26, no 2, p. 162–208.